# Clásica de San Sebastián 1991
La 11º edición de la Clásica de San Sebastián se disputó el 10 de agosto de 1991, por un circuito por Guipúzcoa con inicio y final en San Sebastián, sobre un trazado de 238 kilómetros. La prueba perteneció a la Copa del Mundo
El ganador de la carrera fue el italiano Gianni Bugno (Chateau d'Ax-Gatorade), que se impuso en solitario en la llegada a San Sebastián. El español Pedro Delgado (Banesto) y el italiano Maurizio Fondriest (Panasonic-Sportlife) fueron segundo y tercero respectivamente.

## Clasificación final
| Posición | Ciclista           | Equipo                   | Tiempo     |
| -------- | ------------------ | ------------------------ | ---------- |
| 1        | Gianni Bugno       | Chateau d'Ax-Gatorade    | 5h 24' 44" |
| 2        | Pedro Delgado      | Banesto                  | + 1' 56"   |
| 3        | Maurizio Fondriest | Panasonic-Sportlife      | + 1' 57"   |
| 4        | Laurent Jalabert   | Toshiba                  | + 2' 03"   |
| 5        | Iñaki Gastón       | CLAS-Cajastur            | + 2' 09"   |
| 6        | Gilles Delion      | Helvetia-Fichtel & Sachs | m. t.      |
| 7        | Bruno Cenghialta   | Ariostea                 | m. t.      |
| 8        | Piotr Ugriúmov     | Seur                     | m. t.      |
| 9        | Andreas Kappes     | Histor-Sigma             | m. t.      |
| 10       | Charly Mottet      | R.M.O.                   | m. t.      |